# Sergipe
Sergipe (SE) er en mindre brailiansk delstat, placeret i den nordøstlige del af landet i 
regionen Nordeste ud til Atlanterhavet. Hovedstaden hedder Aracaju og delstaten grænser op til 
Alagoas og Bahia
- Wikimedia Commons har flere filer relateret til Sergipe

10°36′S 37°24′V / 10.6°S 37.4°V